# Sakhalin Husky

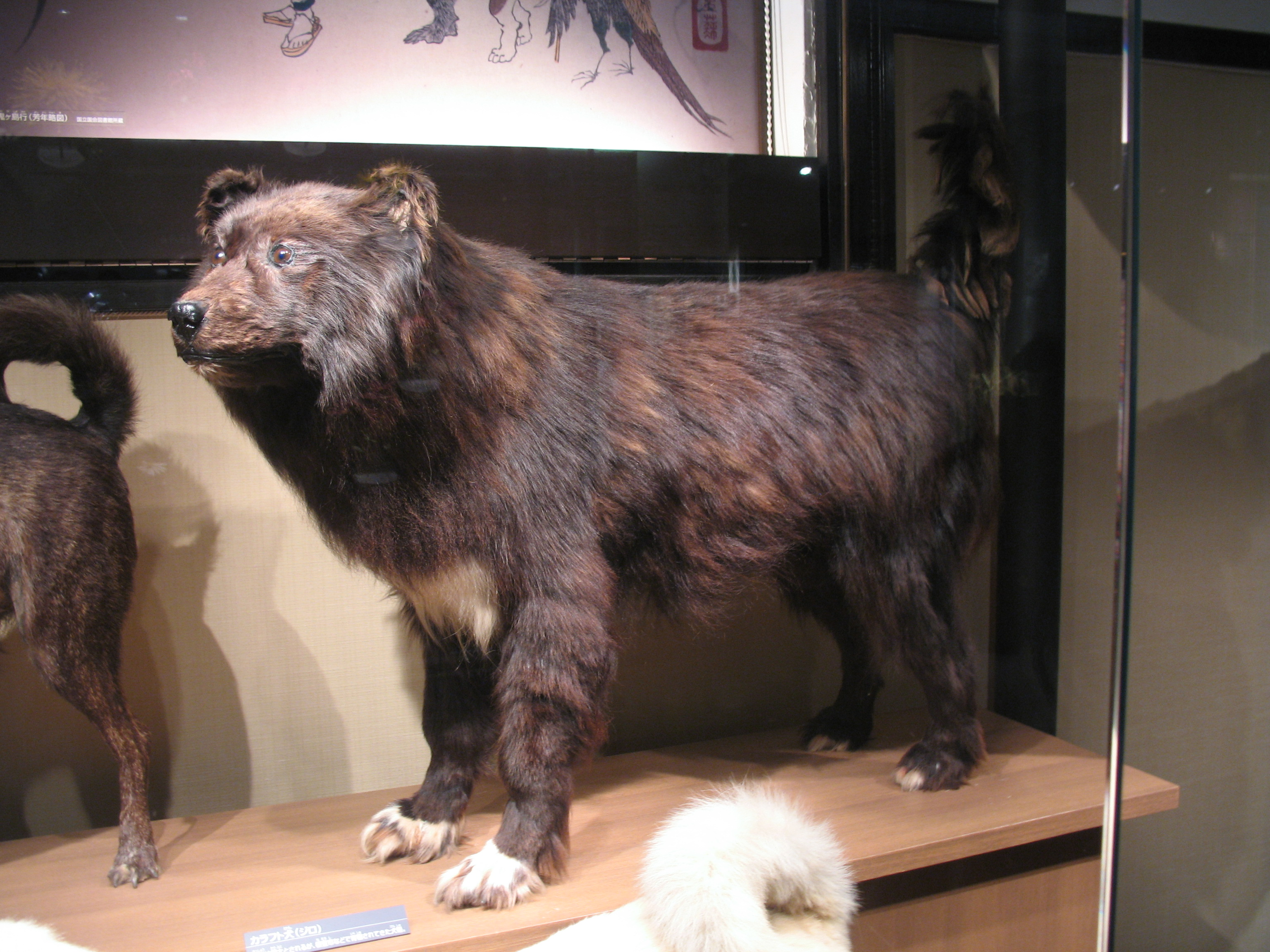
Sakhalin Husky: Jiro

Il Sakhalin Husky, noto anche come Karafuto Ken (樺太犬?) , è una razza di cane precedentemente utilizzata come cane da slitta, ma ora quasi estinta. Nel 2015, erano rimasti solo 7 di questi husky sulla loro isola nativa di Sakhalin.
Nel 2011, c'erano solo due membri di razza pura sopravvissuti in Giappone. L'unico allevatore rimasto a Sakhalin, Sergey Lyubykh, situato nel villaggio di Nivkh di Nekrasovka, è morto nel 2012, ma prima della sua morte ha dichiarato che non c'erano più abbastanza esemplari viventi della razza per consentire la diversità genetica necessaria per la riproduzione continua.

## Storia

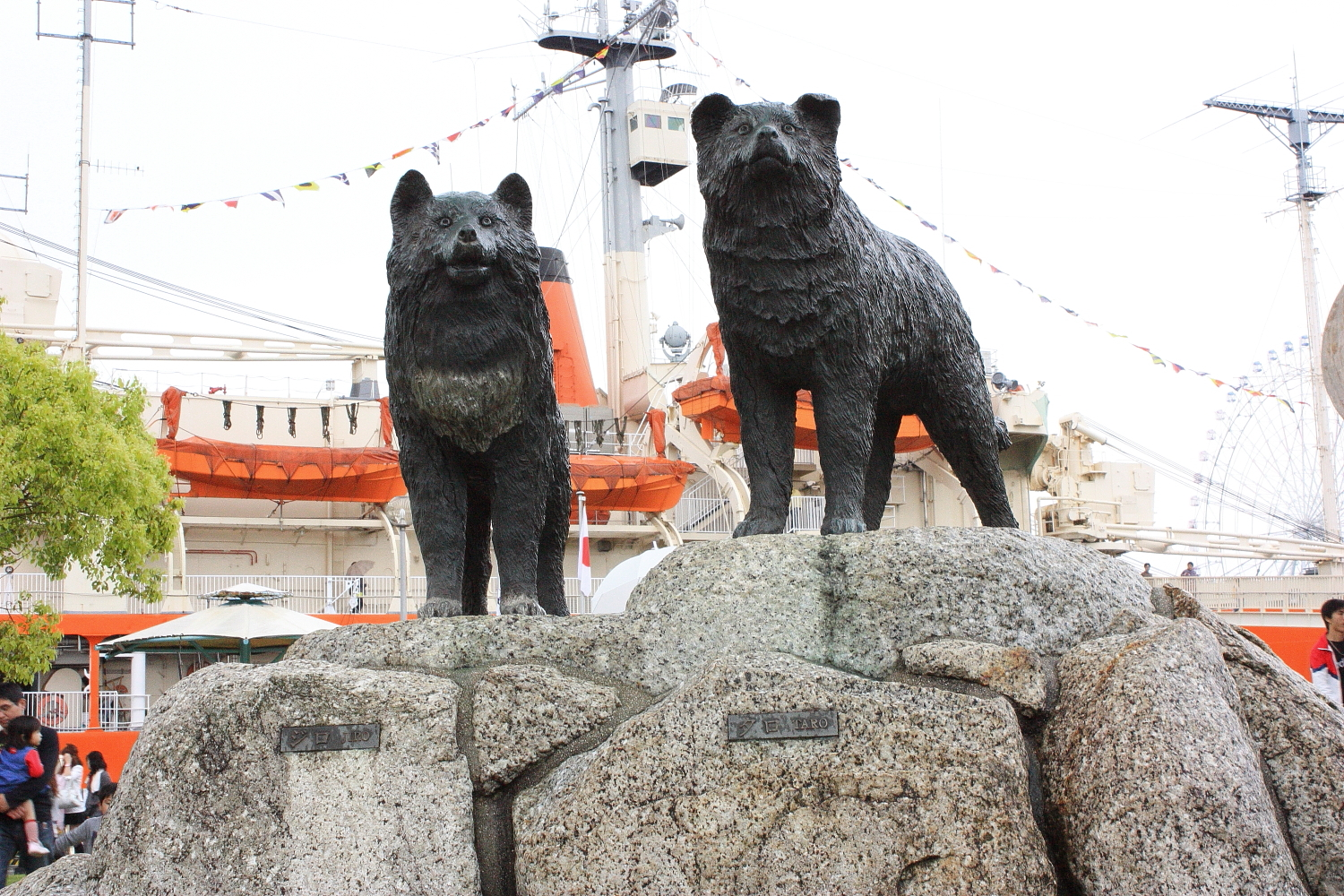
Taro e Jiro

Karafuto Ken si scompone come Karafuto, il nome giapponese di Sakhalin e Ken, una parola giapponese per cane; quindi, questo fornisce l'origine geografica della razza. 
Gli esploratori che andarono a Franz Josef Land, i conquistatori dell'Alaska settentrionale e gli esploratori del Polo Sud (incluso Robert Falcon Scott ) usarono questi cani. Sono stati utilizzati dall'Armata Rossa durante la seconda guerra mondiale come animali da soma; ma quella storia ebbe vita breve dopo che le ricerche dimostrarono che erano prodigiosi mangiatori di salmone, e non valeva la pena tenerli.
Si ipotizza che le propaggini del Sakhalin Husky siano i progenitori degli Akita da pelo lungo.
La fama di questa razza proveniva dalla sfortunata spedizione di ricerca giapponese del 1958 in Antartide, che fece un'evacuazione di emergenza, lasciando dietro di sé 15 cani da slitta. I ricercatori credevano che una squadra di soccorso sarebbe arrivata entro pochi giorni, quindi hanno lasciato i cani incatenati fuori con una piccola scorta di cibo; tuttavia, il tempo è peggiorato e la squadra non è mai arrivata all'avamposto.
Incredibilmente, quasi un anno dopo, arrivò una nuova spedizione e scoprì che due dei cani, Taro e Jiro, erano sopravvissuti e diventarono subito eroi. Taro tornò a Sapporo, in Giappone, e visse all'Università di Hokkaido fino alla sua morte nel 1970, dopodiché fu imbottito e messo in mostra al museo dell'università. Jiro morì in Antartide nel 1960 per cause naturali e le sue spoglie si trovano al National Science Museum of Japan nel Parco di Ueno.
La razza è aumentata di popolarità con l'uscita del film del 1983 Nankyoku Monogatari, su Taro e Jiro. Un secondo film del 2006, Eight Below, ha fornito una versione fittizia dell'evento, ma non ha fatto riferimento alla razza. Invece, il film presenta solo otto cani: due Alaskan Malamute di nome Buck e Shadow e sei Siberian Huskies di nome Max, Old Jack, Maya, Dewey, Truman e Shorty. Nel 2011, TBS ha presentato il tanto atteso dramma, Nankyoku Tairiku, con Kimura Takuya . Racconta la storia della spedizione in Antartide del 1957 guidata dal Giappone e dai loro Sakhalin Huskies.
La razza e la spedizione sono commemorate con tre monumenti: vicino a Wakkanai, Hokkaido; sotto la Tokyo Tower; e vicino al porto di Nagoya.
Lo scultore Takeshi Ando ha progettato le statue di Tokyo (ha anche progettato lo statua sostitutiva di Hachikō di fronte alla stazione JR di Shibuya), che sono state rimosse, probabilmente per essere collocate presso l'Istituto nazionale di ricerca polare di Tokyo.